# Sidney Montagu (11e duc de Manchester)
Sidney Arthur Robin George Drogo "Kim" Montagu, 11e duc de Manchester (5 février 1929 au château de Kimbolton, Huntingdonshire - 3 juin 1985), est un pair héréditaire britannique, fils du 10e duc de Manchester et frère aîné du 12e duc.

## Biographie
Il épouse le 5 février 1955 (div. 1977/1978) Adrienne Valerie Christie (décédée en 1988), fille du commandant John Kenneth Christie, ambassadeur d'Afrique du Sud au Kenya ; plus tard fermier de Karawater, près de Ruigtevlei, Le Cap, Afrique du Sud. Il se remarie le 25 août 1978 avec Andrea Joss, fille de Cecil Alexander Joss de Johannesbourg, Afrique du Sud (décédé le 21 janvier 1996), qui a déjà été marié deux fois, au major S. Whitehead et à GJW Kent. Il n'a pas d'enfants de l'un ou l'autre mariage.[réf. nécessaire]
En 1983, le duc poursuit sa belle-mère, Elizabeth, qui, selon lui, possède plusieurs objets de famille qu'il estime lui appartenir à juste titre.
Le duc meurt subitement au Robin Hood Ranch, Tennessee, le 3 juin 1985. Ses funérailles ont lieu le 13 juin et il est enterré à l'église paroissiale de Kimbolton.